# Géomètre-expert
Pour les articles homonymes, voir Géomètre.
Le géomètre-expert est une personne exerçant un métier qui consiste, en résumé, à établir différentes mesures touchant les propriétés foncières.
Le terme « géomètre » vient des mots grecs γῆ / gê, la terre, et μέτρον / métron, la mesure.

## Définition officielle
« Le géomètre-expert est le professionnel qui identifie, délimite, mesure, évalue la propriété immobilière publique ou privée, bâtie ou non, tant à la surface qu'en sous-sol, ainsi que les travaux qu'on y exécute et qui organise son enregistrement et celui des droits réels attachés. Par extension, il étudie, projette et dirige l'aménagement ou l'amélioration foncière, rurale ou urbaine.
Il traite des sciences techniques, juridiques, économiques, agricoles et sociales qui se rattachent aux objets ci-dessus énoncés. »

— Définition officielle formulée à Rome en 1933 et à Londres en 1934 par vingt-deux nations et quatorze dominions. Extrait des statuts de la Fédération internationale des Géomètres (FIG)

## Historique
Certains parlent d'un des plus vieux métiers du monde. La délimitation des biens fonciers est née avec la propriété foncière.
- Près de 4 000 ans avant notre ère, les Chaldéens représentaient sur des tablettes à l'aide de formes géométriques simples les parcelles mesurées, les superficies et les désignations des biens ainsi que des informations sur le relief. Une tablette a été retrouvée près de Telloch en Asie mineure.

- Vers 2 000 ans avant notre ère, sous Sésostris[Lequel ?], en Égypte, les terres étaient divisées en parcelles qui déterminaient l’assiette de l’impôt foncier. L'arpenteur officiel du pharaon rétablissait les limites des propriétés après chaque inondation du Nil. On a retrouvé des papyrus égyptiens détaillant les directives pour arpenter et délimiter un terrain.

- Les géomètres de la civilisation grecque sont connus de tous : Euclide, Pythagore, Thalès, Archimède...

- Plus tard, les Romains, grands bâtisseurs et aménageurs, créent un corps de géomètres et arpenteurs, les « agrimensores » (c'est-à-dire « ceux qui mesurent les champs ») : voir Arpenteur romains.

- Au XVIIIe siècle, le premier cadastre utilisant des planches cartographiques avec un découpage parcellaire fut créé par Charles VI du Saint-Empire et mis en œuvre sous le règne de Marie-Thérèse d'Autriche dont il porte le nom (Cadastre thérésien)

- Sous l'ancien régime français, les « arpenteurs-jurés » sont des spécialistes de la mesure et du droit du sol. On retrouve les « arpenteurs Royaux », qui parcourent la campagne pour planter des bornes. Après la réalisation du cadastre, créé sous Napoléon Bonaparte, les géomètres se tournent plus particulièrement vers les travaux relatifs aux propriétés privées, ainsi que vers les grands chantiers d'intérêt général (canaux, chemins de fer, barrages, autoroutes...).
- Sous le royaume des Deux-Siciles un registre foncier avait été établi. Les cartes avaient été établies par des architectes, des ingénieurs, des géomètres experts. La rédaction hétérogène et variée des articles fut affectée par la sensibilité, la culture et l'expérience de l'éditeur individuel.

Cadastre de Raffadali, plan du centre habité.

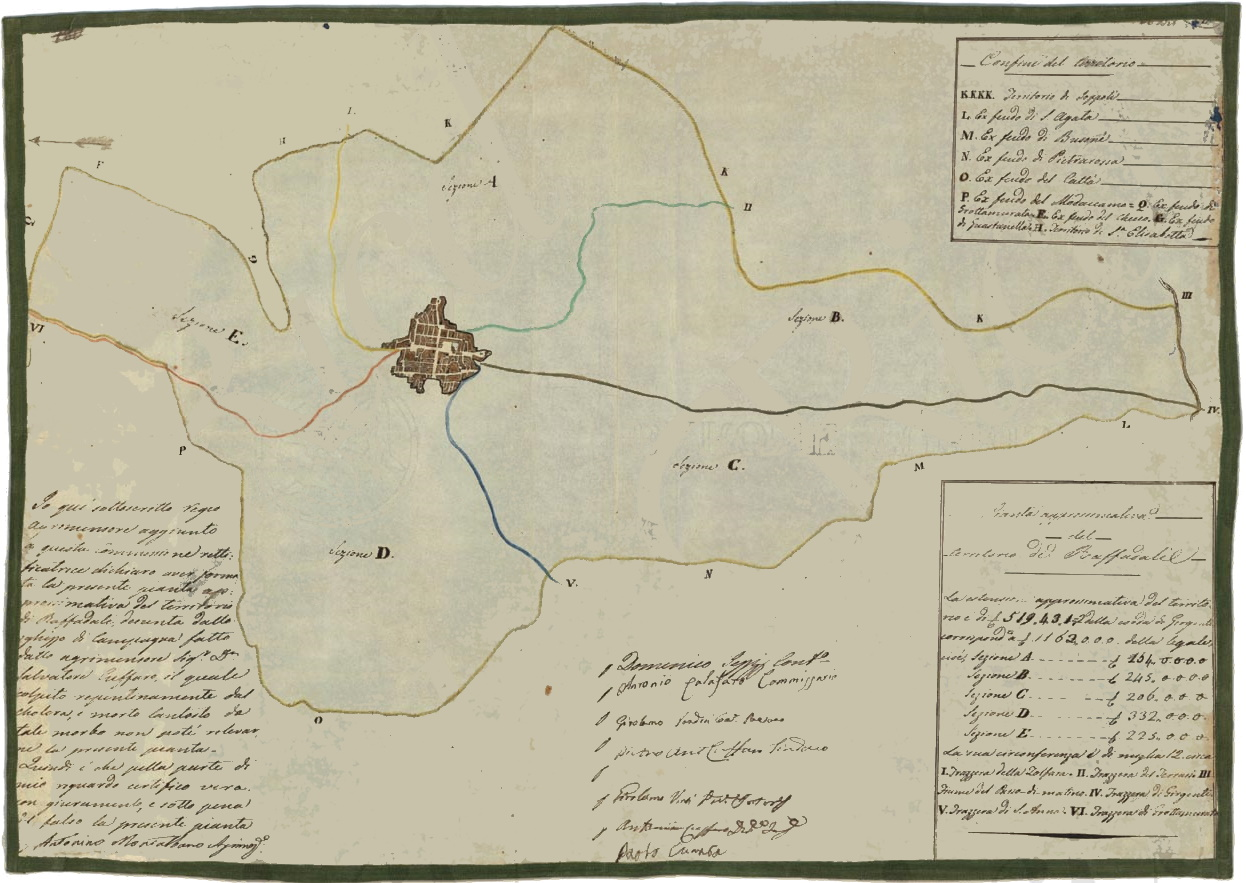
Carte du Catasto borbonico du territoire communal de Raffadali en Sicile.

À la fin de l'empire napoléonien, les Provinces belges sont séparées de la France pour être annexées au royaume d'Orange, puis pour devenir en 1830 un État indépendant. À partir de cette date, bien qu'ayant un passé commun, la profession y évolue différemment.

## Le géomètre-expert en Belgique
En Belgique à la suite de la loi de 2003 réglementant la profession, seul le titre de géomètre-expert doit être utilisé. Toutes les autres dénominations comme géomètre, géomètre-topographe, géomètre-arpenteur, etc. sont maintenant interdites.

### Les missions du géomètre-expert
- Depuis la loi de 2003, nul ne peut dresser plans ni procès-verbaux pouvant être joints à un acte authentique de translation et de division de propriété, ainsi que le bornage des fonds s'il n'est géomètre-expert. Les géomètres-experts indépendants doivent être inscrits aux Conseils fédéraux des géomètres-experts, cette imposition n'est pas requise pour les fonctionnaires qui exercent dans le cadre de leur fonction.

- De par l'historique de la profession, le géomètre-expert est également celui qui gère les propriétés domaniales pour le compte de leur propriétaire. À ce titre, ils effectuent notamment la vente, l'évaluation et la gestion immobilière, le cubage et la gestion des coupes forestières, etc.

- Le géomètre-expert, sur la base de règlement des fédérations sportives, a également dans ses attributions la certification des pistes d'athlétisme, des hippodromes, des piscines olympiques, des pigeonniers pour les concours colombophiles (coordonnées Andries).

- Sur base de décrets régionaux (région wallonne, région flamande, région bruxelloise) le géomètre-expert (ainsi que d'autres professionnels comme les architectes et les ingénieurs en construction) peuvent effectuer différentes enquêtes de conformité (permis de location, certification urbanistique...)

- Le géomètre-expert intervient également au niveau de l'aménagement du territoire en réalisant des plans de lotissement, de remembrement rural.

- Avant la construction d'un immeuble, l'implantation des chaises[1] d'un bâtiment doit être vérifiée par un géomètre-expert qui suivant la réglementation communale, est soit un géomètre-expert fonctionnaire de la commune, soit un géomètre-expert privé choisi par la commune ou au choix du constructeur.

- Le géomètre-expert privé, bien qu'il ait le monopole des rétablissements de limites ne peut toutefois pas rétablir les limites ni procéder au bornage si ces limites coïncident avec une limite administrative (C'est-à-dire les limites des anciennes communes avant fusion, des communes actuelles, des régions, des provinces et même de l'État). Seuls les géomètres-experts du Ministère des Finances, Centre de Mesurages et Photogrammétrie (anciennement service des Grands-Levés et Plans Généraux - DGLPG) sont autorisés à le faire et les PV de délimitation doivent être validés par une loi spécifique. (Article 7 de la Constitution)

- En Belgique, le géomètre-expert est le seul expert immobilier qui soit légalement assermenté.

#### Les conseils fédéraux
De 2004 à 2023, pour pouvoir exercer la profession de géomètre-expert et exercer des missions pour le compte de tiers, il faut être inscrit au tableau des conseils fédéraux. (loi du 11 mai 2003).
Ces géomètre-expert reçoivent, en fonction de leur régime linguistique, un identifiant GEO ou LAN.
Depuis 2013, il était également possible d'exercer sous forme de société. Celles-ci reçoivent un identifiant PMGEO ou RPLAN.

#### L'Ordre des Géomètres-Experts
L'Ordre des Géomètres-Experts est instauré par la loi du 27 mars 2023 et remplace les conseils fédéraux.

#### La convention avec l'administration du cadastre
Depuis 2001, certains géomètres-experts ont été conventionnés avec l'administration du cadastre. Cette convention constituait, pour le client, une garantie d'un travail bien fait car en signant cette convention, ces géomètres se sont engagés à réaliser leurs missions suivant des critères minimums imposés par l'administration.
Dans le cadre de cette convention, les géomètres-experts fournissaient au Ministère des Finances, une version numérique de leur plans. En contrepartie, ils pouvaient consulter et obtenir gratuitement des copies de tous les documents que peut fournir la Documentation Patrimoniale (AGDP) et qui sont normalement payants pour toute autre personne non conventionnée.
Ces Géomètres-Experts recevaient également jusqu'en 2010, une fois par an, le CD-ROM CadMap publié par la cellule géomatique de la Documentation Patrimoniale. Depuis 2011, tous les géomètres-experts peuvent accéder à ces données en lignes sur le portail MyMinFinPro.be.
En 2002, l'Administration du Cadastre, de l'Enregistrement, et des Domaines a été distinguée de la Borne de cristal pour avoir mis sur pied cette convention en collaboration avec les associations professionnelles de Géomètres-Experts.
Depuis le 1er janvier 2014, avec l’apparition de la précadastration, la convention a pris fin et est remplacée par une obligation de faire préalablement identifier tous les plans de mesurage. Cette obligation impose également aux notaires de faire référence à ces identifiants dans les actes qu'ils instrumentent. (AR et AM du 18 novembre 2013)

#### La précadastration
Anciennement, les plans de géomètre étaient transmis aux notaires qui devaient les annexer et les faire enregistrer avec leurs actes. Mais certains notaires ne fournissaient pas le plan à l'enregistrement, ou le fournissaient sous forme de copie de mauvaise qualité. La convention a été la première étape pour permettre à l'AGDP de recevoir un plan de bonne qualité en direct du géomètre.
Identification préalable du plan
À partir du 1er janvier 2014, en application de l'AR et AM du 18 novembre 2013, tout plan devant être annexé à un acte doit préalablement être identifié auprès de MEOW. Le notaire a quant à lui l'obligation d'indiquer dans son acte le numéro du plan.
Les plans doivent en outre répondre à des critères minimum de qualité, qui sont les mêmes que ceux de la convention. De plus, le géomètre-expert doit indiquer son identifiant sur le plan.
Identification préalable des parcelles patrimoniales
En application de l'AR du 12 mai 2015, le géomètre-expert qui dresse un plan qui produira une division de propriété doit demander une identification préalable des nouvelles parcelles. patrimoniales.
Lorsque le géomètre-expert reçoit le numéro du plan et les nouveaux numéros de parcelle patrimoniale, il doit les indiquer sur son plan avant de le transmettre au notaire.
La précadastration constitue, pour le client, une meilleure sécurité juridique. (impossibilité de se tromper de parcelle ou d'appartement, contenance garantie par le plan...)
La loi de 11 mai 2003 permet également aux géomètres-experts employés ou fonctionnaires de dresser des plans de division exclusivement sur les bien et pour le compte de leur employeur (Défense, SNCB...). L'immatriculation de ces géomètres-experts n'étant pas de la compétence des conseils fédéraux, ceux-ci sont identifiés par MEOW qui, en fonction de leur régime linguistique, attribue un identifiant CAD ou KAD.

### Historique
- La profession d’arpenteur fut reconnue sous Guillaume d'Orange par l'arrêté royal du 31 juillet 1825 concernant les dispositions relatives à l’exercice de la profession d’arpenteur, modifié par l’arrêté royal du 1er décembre 1921 du roi Albert Ier et finalement abrogé le 6 août 1993.

- Vers le milieu du XIXe siècle, les géomètres-experts se regroupent en unions professionnelles et créent l’illustre Société des géomètres de Belgique qui avait son siège à Anvers et dont les statuts sont en français (à l’époque c’était la seule langue nationale et ce n’est que durant la guerre de 1914-1918 que le néerlandais fut instauré comme seconde langue nationale par les envahisseurs germaniques).

- Cette société était composée de différentes sections provinciales qui devinrent les associations provinciales vers la fin du XIXe siècle.

- Le 18 mai 1936, une loi portant modifications aux dispositions concernant l’exercice de la profession créa le diplôme de géomètre-expert immobilier et le Jury d'État — seul organisme autorisé à délivrer le diplôme de géomètre-expert immobilier.

- En 1946, fut créée l’Union belge des géomètres-experts immobiliers qui regroupait l’ensemble des neuf associations provinciales de géomètres.

- Après la Seconde Guerre mondiale, à la suite de l’hécatombe dans la profession, le Régent, en son arrêté du 16 juin 1947 institua une épreuve unique pour l’obtention du diplôme de géomètre-expert immobilier, à l’intention des candidats détenteurs d’un diplôme de niveau supérieur (ingénieur…).

- Un arrêté royal du 18 janvier 1995 protégeant le titre professionnel et l’exercice de la profession créa le titre de « géomètre-expert juré », mais il ne fut jamais mis en application.

- Ce n’est que le 11 mai 2003, après un combat acharné de la part des associations professionnelles, que fut promulguée la loi protégeant le titre et la profession de géomètre-expert[5].

- Le 27 mars 2023 a été publiée la loi instaurant un Ordre des géomètres-experts géré directement par les géomètres-experts eux-mêmes et apportant quelques changements pour l’exercice de la profession.

### Formation

#### Le Jury central d'État
La première façon de devenir géomètre-expert, bien qu'elle tombe de plus en plus en désuétude (pas reconnue au niveau européen), est de passer les examens requis devant le Jury central, institué en vertu d'une législation datant de 1936 (en fait depuis la réforme de l'État, le jury central a été remplacé par les jurys des communautés française et flamande).
Cette procédure comprend d'abord d'une première épreuve théorique à l'issue de laquelle, le récipiendaire sera amené à effectuer un stage de formation d'une durée de deux ans auprès d'un maître de stage, lui-même géomètre-expert. Une fois ce stage accompli, il devra présenter une seconde épreuve, avant d'obtenir son diplôme professionnel.
La communauté flamande n'organise plus les épreuves et en Flandre cette filière est donc devenue théorique. Pour la communauté française, l'appel aux candidats fait l'objet chaque année d'une publication au Moniteur belge.

#### Les études de niveau Universitaires (Bac +5)
L'arrêté royal du 18 janvier 1995, protégeant le titre professionnel et l'exercice de la profession de géomètre-expert juré a reconnu deux nouvelles formations de niveau supérieur et ayant un équivalent européen.
La loi du 11 mai 2003 a confirmé ces nouvelles filières d'accès à la profession.
Il s'agit des formations de l'enseignement supérieur de type long délivrant les diplômes d'Ingénieur industriel en construction option géomètre et des formations universitaires de licencié en géographie option géométrologie.

#### Les études de niveau non universitaires (Bac+3)
Conformément à la loi du 11 mai 2003, certains diplômes dont celui de diplômé « Géomètre-Expert-Immobilier » achevé par la réussite de l'épreuve intégrée permet, au même titre que les géomètres-experts issus de la filière universitaire, non universitaire et du jury central, d'exercer toutes les prérogatives du Géomètre-Expert (port du titre, exercice de la profession, signature de plans, etc.).

### Les associations professionnelles
- Union belge des géomètres-experts (UBGE-BULE), association regroupant les associations de géomètres en Belgique.
  - Association Royale des géomètres-experts de Liège (ARGELg - anciennement AGELg)
  - Union des géomètres-experts du Namurois (UGEN)
  - Union Royale des géomètres-experts de Charleroi-Thuin (UGEC)
  - Union des géomètres-experts du Luxembourg (UGELux)
  - Union des géomètres-experts de Mons (UGEM)
  - Union Royale des géomètres-experts de Bruxelles (UGEB-ULEB)
  - Koninklijke Maatschappij van Landmeters der Provincie Antwerpen (KMLPA, association d'Anvers)
- L'Association nationale des géomètres-experts (ANGE-NVLE) est une association regroupant principalement des géomètres de l'administration.
- Confédération Royale des Géomètres-experts (CRGE-KCLE)

L'ARGELg et la KMLPA sont les deux seules unions professionnelles historiquement reconnues. La CRGE-KCLE a depuis peu le statut légal d'union professionnelle et de syndicat des géomètres-experts.
Toutes les autres associations sont constituées sous forme de simples associations sans but lucratif (ASBL).
L'Union belge des géomètres-experts et la Confédération Royale des géomètres-experts sont toutes deux membres de l'Union des Classes Moyennes (UCM) et de l'Union Nationale des Professions Libérales et Intellectuelles de Belgique (Unplib)
Le 20 septembre 2010, l'Union belge des géomètres-experts et l'Association nationale des géomètres-experts ont fondé l'Ordre belge des Géomètres-Experts ASBL (OBGE-BOLE) afin de représenter au niveau national non seulement les membres de ses associations fondatrices, mais aussi tous les géomètres ne faisant partie d'aucune association.

Toutes ces associations ont le même but qui, bien que stipulé de façon diverse dans leurs statuts, consiste en : 

« La défense des intérêts matériels, professionnels et moraux de leurs membres, d'établir les liens de confraternité et de solidarité entre tous les géomètres-experts et de développer l'esprit de corps et l'union nécessaire à l'exercice de cette profession; de provoquer, d'encourager et de soutenir tous travaux théoriques ou pratiques de recherches à caractère scientifique ayant trait à la profession de géomètre. »

— Extrait de la charte de la Société Belge des Géomètres - 1889

### La Borne de Cristal
Chaque année, les associations professionnelles des géomètres-experts décernent la Borne de Cristal à un lauréat s'étant particulièrement distingué dans la défense des intérêts de la profession de géomètres-experts.

### Salon et congrès en Belgique
Chaque année, les associations de Géomètres-Experts organises à tour de rôle le Congrès National des Géomètres-Experts.
Tous les deux ans, GeoExpo, Le salon des Géomètres-Experts est organisée en région liégeoise et permet de réunir tous les géomètres-experts belge et parfois même étranger ainsi que de nombreuses partenaires professionnels (vendeur de matériel, client, écoles....).

## Le géomètre-expert en France

### Les missions du géomètre-expert

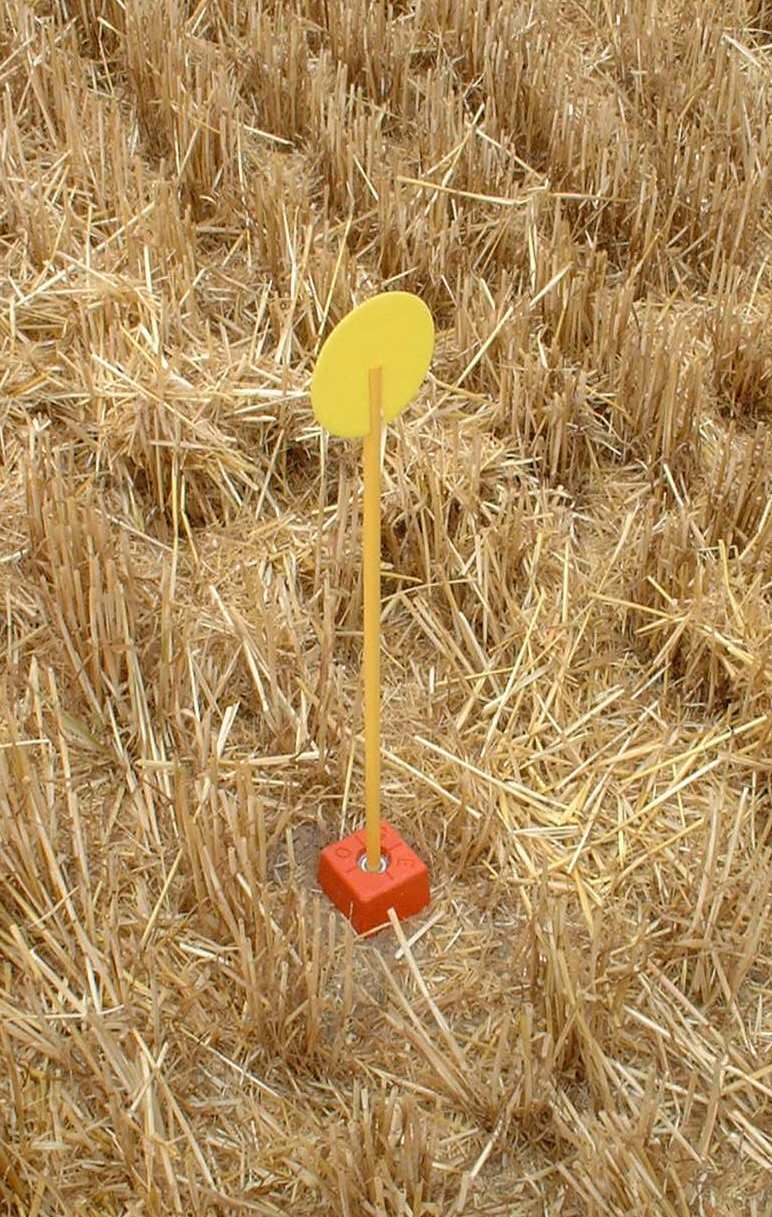
Borne OGE (Ordre des Géomètres-Experts) mise en place lors d'un bornage.

La loi no 46-942 du 7 mai 1946, instituant l'Ordre des géomètres experts, dispose que les géomètres-experts inscrits au tableau de l'ordre sont seuls habilités à effectuer les opérations ayant pour but l'établissement de procès-verbaux, plans de bornage.
En France, le géomètre-expert réalise la conception de toutes opérations ou études se rapportant à l'évaluation, au partage, à la mutation ou à la gestion des biens immobiliers. Il exécute toutes les opérations d'expertises ressortissant des mêmes attributions. Il établit les procès-verbaux, plans de bornage et autres plans destinés à être annexés à des actes authentiques judiciaires ou administratifs pour constats, état des lieux ou division des biens fonciers.
Le géomètre-expert intervient dans différents domaines : le foncier, l'information géographique, l'aménagement rural, l'immobilier, le diagnostic technique, l'ingénierie et maîtrise d'œuvre ou encore l'urbanisme. Le géomètre-expert peut également jouer un rôle de conseil dans la gestion de l'immeuble.
Le géomètre-expert est seul habilité à fixer les limites des biens fonciers par une opération de délimitation appelée bornage. Bénéficiant de larges compétences juridiques et techniques et d'une connaissance certaine du terrain, il conseille de manière fiable les propriétaires actuels ou futurs sur la mitoyenneté, la division foncière et les servitudes. Il joue également un rôle capital dans la mise à jour et la conservation des données concernant la délimitation et la consistance de la propriété foncière. Le géomètre-expert en général n'est pas tout seul, il est accompagné de géomètres assistants, topographes, d'experts juridiques, de conseillers, etc.

### Historique
- Professionnels indépendants, les géomètres-experts se regroupent, au début du XXe siècle, dans une union nationale, puis constituent, en 1946, l'ordre des géomètres-experts.

- Aujourd'hui, les géomètres-experts se répartissent sur l'ensemble du territoire.

### Formation

#### Interne
Tout d'abord, il faut faire une école de sciences appliquées formant au métier de géomètre-expert. Les candidats rentrent dans ces écoles soit directement après le bac, soit après un BTS de géomètre topographe ou une formation de niveau bac + 2 sur concours ou sur dossier et entretien. Ensuite, une fois diplômé d'une de ces écoles, il faut effectuer deux années de stage dans un cabinet de géomètre : il est alors possible de devenir géomètre-expert en créant un cabinet ou en achetant des parts dans un cabinet existant.
Il existe aujourd'hui trois écoles formant au métier de géomètre-expert :
- ESGT, école d'ingénieurs interne au Conservatoire national des arts et métiers (CNAM), située au Mans ;
- ESTP, à Cachan ;
- INSA de Strasbourg.

#### Externe (DPLG)
Il est possible de commencer par un BTS de géomètre topographe puis d'évoluer au sein d'un cabinet en tant que responsable. Au bout de 10 ans d'expérience professionnelle, il est possible d'être « diplômé par le gouvernement » (DPLG). Ce diplôme permet de s'installer en tant que géomètre-expert.
Le Conseil de l'Ordre a procédé à une modification du DPLG, pour aboutir en 2011, à son ouverture à d'autres ingénieurs ainsi qu'à des diplômés de Masters de certaines spécialités (urbanistes, géomaticiens, juristes, etc.).

## Le géomètre officiel (ou breveté) en Suisse

### Les missions de l'ingénieur géomètre officiel
- L'ingénieur géomètre officiel obtient par délégation de l'État, l'autorisation d'effectuer toute modification du plan du Registre Foncier (ou plan cadastral) pour les opérations de division parcellaire ou pour le report des constructions (bâtiments, murs, routes...) appelé "cadastration" ou "taxe" suivant les cantons.
- Il établit les plans de Propriété Par Étage (PPE) pour les appartements ou les plans de servitude.
- Il intervient par son expertise technique et ses mesures de haute précision dans les contrôles de stabilité des ouvrages (ponts, bâtiments, barrages...).
- Sur les chantiers, il positionne et contrôle l'implantation des nouvelles constructions.

L'ingénieur géomètre officiel est seul habilité à intervenir pour la division d'une parcelle et sa délimitation sur le terrain.
Les données de la mensuration officielle sont acquises et gérées par l'ingénieur géomètre officiel. Ces données, appelées aussi données cadastrales, servent comme base à l'établissement de systèmes d'information du territoire (SIT ou SIG).

### Formation
- De par la loi et les ordonnances du Conseil fédéral, seules les deux écoles polytechniques fédérales (EPF) de Lausanne ou Zurich donnent une formation de base complète (Master of Science) permettant de s'inscrire aux examens du brevet. Mais après des examens préliminaires complémentaires, les diplômés (bachelor) des hautes écoles spécialisées suisses (HES) sont autorisés à se présenter.
- Après un examen fédéral de 3 semaines, le gouvernement suisse délivre un brevet fédéral d'ingénieur géomètre officiel (ou breveté).

Il existe aujourd'hui deux écoles formant au métier d'ingénieur géomètre :
- École polytechnique fédérale de Lausanne
- École polytechnique fédérale de Zurich

## L'arpenteur-géomètre au Québec
L'équivalent au Québec se nomme « arpenteur-géomètre ». Ce professionnel est un bachelier en sciences appliquées et fait partie de l'Ordre des arpenteurs-géomètres du Québec.

### Formation
L'accès à la profession d'arpenteur-géomètre peut être obtenue par différentes formations :
- soit en obtenant un DEC en sciences de la nature et, par la suite, l'inscription au baccalauréat en sciences géomatiques ;
- soit en obtenant un DEC en géodésie ou arpentage d'une durée de trois ans, il permet de bien mesurer l'intérêt pour l'arpentage et d'obtenir une bonne base de connaissances dans le domaine ; par la suite, il devient également possible de s'inscrire au baccalauréat en sciences géomatiques.

Le baccalauréat en sciences géomatiques à se donne à l'Université Laval de Québec, seul établissement de la province à offrir cette formation permettant d'accéder à l'examen d'admission de l'Ordre.
L'admission à l'Ordre des arpenteurs-géomètres du Québec se fait à la suite de la réussite de l'examen d'admission qui comprend trois volets : scientifique, foncier et oral. Cet examen est suivi d'un stage de formation professionnelle d'un an sous la supervision immédiate d'un arpenteur-géomètre expérimenté.

## Dans le monde
La profession de géomètre-expert est représentée dans le monde par la FIG (créée en 1978) et la FGF (créée en 2005)

### La Fédération Internationale des Géomètres
La FIG a été fondée en 1878 lors du congrès des géomètres à Paris et sur l'initiative de deux géomètres, un Belge et un Français.
La FIG est une fédération d'associations nationales et est le seul organe international qui représente toutes les disciplines liées à la topométrie. C'est une organisation non gouvernementale reconnue par l'Organisation des Nations unies et dont le but est d'assurer que ces disciplines topométriques et tous ceux qui les pratiquent satisfassent aux besoins des marchés et des communautés qu'ils servent. Elle poursuit son objectif en promouvant la pratique de la profession et en encourageant le développement du niveau professionnel.

### Le Comité de Liaison des Géomètres Européens
Le CLGE a été créé en 1972 par neuf États membres lors d'un congrès de la FIG.
Son but est de représenter et de promouvoir les intérêts de la profession. Actuellement[Quand ?], le CLGE rassemble des géomètres, topographes, géomaticiens, cartographes... de 23 nations européennes.

### Geometer-Europas
Geometer-Europas est une association européenne regroupant l'Autriche, la Belgique, le Danemark, la France et la Suisse dans le but de faire évoluer l'enseignement de la profession.
En 2004, Geometer-Europas a obtenu la signature de l'accord multilatéral par lequel les États membres se sont engagés à harmoniser les études des géomètres-experts en Europe.

### La Fédération des Géomètres Francophones
La Fédération des Géomètres Francophones a été créé le 24 novembre 2005 à Rabat (Maroc).
L'assemblée constitutive réunissait les représentants des différentes associations francophones membres de la FIG.

## Évènements
Le 5 mars est la journée européenne du Géomètre-Expert.
La première journée européenne du géomètre-expert a été instaurée le 5 mars 2012 à Bruxelles à l'occasion de l’anniversaire de la naissance de Mercator 500 ans plus tôt,.

#### Le matériel detopographie

##### Les instruments actuels
- Tachéomètre ou Station totale
- Théodolite
- Niveau optique
- Scanner 3D
- GPS et les réseaux permanent de stations GPS de référence

##### Les anciens instruments
Ces instruments ne sont plus utilisés de nos jours mais sont cités ici à des fins historiques
- la groma
- les équerres à pinnules et à prismes
- la chaîne d'arpenteur